# Ceraeochrysa elegans
Espèce
Ceraeochrysa elegans est une espèce d'insectes de l'ordre de névroptères, de la famille des Chrysopidae, de la sous-famille des Chrysopinae et de la tribu des Chrysopini. Elle est trouvée au Costa Rica.